# Афолаби, Рабиу
Рабиу Афолаби (англ. Rabiu Afolabi; род. 18 апреля 1980, Ошогбо, Нигерия) — нигерийский футболист, защитник.

## Карьера
Рабиу Афолаби начал карьеру в клубе НЕПА, однако уже через год он покинул команду и уехал в Бельгию, в клуб «Стандард», где провёл 3 сезона. В 2000 году Афолаби перешёл в итальянский «Наполи», где, однако не смог стать игроком основного состава и потому уехал обратно в «Стандарт». В 2003 году Афолаби перешёл, в статусе свободного агента, в венскую «Аустрию», с которой в сезоне 2004/05 дошёл до четвертьфинала Кубка УЕФА. Также с «Аустрией» Афолаби выиграл Кубок Австрии в 2005 году, а также два Суперкубка Австрии.
В 2005 году Афолаби перешёл во французский клуб «Сошо», заплативший за трансфер защитника 2 млн евро. Во Франции Рабиу играл 4 сезона и помог клубу выиграть в 2007 году Кубок Франции. 29 августа 2009 года Афолаби перешёл в клуб «Ред Булл» (Зальцбург), с которым он, в первом же сезоне, победил в чемпионате Австрии.

## Международная карьера
Афолаби в 1999 году со сборной Нигерии до 19 лет до финала юношеского чемпионата Африки, при этом он забил два гола в полуфинальном матче с командой Камеруна. В следующем году он был капитаном команды, участвовавшей на молодёжном чемпионате мира, который проходил на родине в Нигерии, и где его команда дошла до четвертьфинала.
В составе первой сборной Афолаби дебютировал 17 июня 2000 года в игре со Сьерра-Леоне в квалификации к чемпионату мира. На мировое первенство 2002 года он поехал. Однако, по мнению Паскаля Ожигве место в списке приглашённых на мундиаль Рабиу заслужил только из-за того, что был из одного племени с главным тренером команды. На этом чемпионате Афолаби на поле не выходил.
В 2010 году Афолаби вновь попал в заявку сборной на чемпионат мира.

## Достижения

### Командные
- Обладатель Суперкубка Австрии: 2004, 2005
- Обладатель Кубок Австрии: 2005
- Обладатель Кубок Франции: 2007
- Чемпион Австрии: 2010

### Личные
- Лучший защитник чемпионата Австрии: 2003, 2004